# Перлата на изтока
„Перлата на изтока“ („Oriental Pearl“) е телевизионна кула в Шанхай.
Висока е 468 m, с което е 2-рата по височина в Азия и 4-тата по височина в света. Тя е основна атракция на района на Пудун в града. На 263 m над земята, носена от основната конструкция на телевизионната кула, е разположена конструкция с формата на сфера с диаметър 45 m.
В кулата са изградени:
- въртящ се ресторант, намиращ се на височина 267 m;
- площадка за танци, бар и 20 малки салона за изпълнение на караоке;
- обзорна площадка, зала за пресконференции и магазин за кафе на височина 350 m.